# De Persgroep
De Persgroep BV er en Belgisk media virksomhed, der fuldt ud ejes af den i Flandern berømte familie af iværksættere Van Thillo.
Virksomheden er aktiv i tre lande, Belgien, Nederlandene og Danmark.

## Media

### Radio & Fjernsyn

#### Belgien
- Medialaan (100%)
  - VTM
  - Q2
  - JIM
  - vtmKzoom
  - Vitaya
  - Q-music
  - JOE fm

#### Nederlandene
- Q-music (Nederlandene)
- AT5 (33,3%)[2]

### Aviser

#### Belgien
- Het Laatste Nieuws
- De Morgen
- Vacature, vacaturekrant (dels ejendom af Groupe Rossel)
- De Tijd (dels ejendom af Groupe Rossel)
- L'Echo (dels ejendom af Groupe Rossel)

#### Nederlandene

##### Landsdækkende
- Algemeen Dagblad
- de Volkskrant
- Trouw

##### Regionaldækkende
- Het Parool (dels ejendom af Stichting Het Nieuwe Parool)

I 2015 købt af Wegener Media:
- Brabants Dagblad
- BN DeStem'
- De Gelderlander
- De Stentor
- De Twentsche Courant Tubantia
- Eindhovens Dagblad
- PZC

#### Danmark
- Berlingske Media A/S

## Eksterne link
- Officiel hjemmeside Arkiveret 3. marts 2018 hos  Wayback Machine